# Riwal Cycling Team
Riwal Cycling Team (Kod UCI: RIW) – duńska zawodowa grupa kolarska istniejąca w latach 2009–2022. Od początku istnienia znajdowała się w dywizji UCI Continental Teams. W latach 2019–2020 występowała w dywizji UCI Professional Continental Teams.

## Nazwa grupy w poszczególnych latach
| lata      | nazwa                                 |
| --------- | ------------------------------------- |
| 2009      | Team Concordia-Vesthimmerland         |
| 2010–2012 | Team Concordia Forsinkring-Himmerland |
| 2013      | Concordia Forsikring-Riwal            |
| 2014      | Riwal Cycling Team                    |
| 2014–2017 | Riwal Platform Cycling Team           |
| 2018      | Riwal CeramicSpeed Cycling Team       |
| 2019      | Riwal Readynez Cycling Team           |
| 2020      | Riwal Securitas Cycling Team          |
| 2021–2022 | Riwal Cycling Team                    |

## Ostatni skład (2022)
| Skład drużyny 2022                     | Skład drużyny 2022  | Skład drużyny 2022 | Skład drużyny 2022                         |
| Imię i nazwisko                        | Data urodzenia      | Państwo            | Poprzednia grupa                           |
| -------------------------------------- | ------------------- | ------------------ | ------------------------------------------ |
| Loïc Bettendorff                       | 28 kwietnia 2001    | Luksemburg         | Leopard Pro Cycling (2021)                 |
| Mathias Bregnhøj                       | 11 listopada 1995   | Dania              | BHS-PL Beton Bornholm (2021)               |
| Martijn Budding                        | 31 sierpnia 1995    | Holandia           | BEAT Cycling (2021)                        |
| Jacob Eriksson                         | 1 października 1999 | Szwecja            | Team Coop (2021)                           |
| Lucas Eriksson                         | 10 kwietnia 1996    | Szwecja            | Motala AIF CK (2018)                       |
| Christoffer Lisson                     | 28 listopada 1995   | Dania              | BHS-Almeborg Bornholm (2019)               |
| Morten Nørtoft                         | 5 września 2002     | Dania              | Herning CK Elite (2021)                    |
| Elmar Reinders (1 sty–21 sie, Przypis) | 14 marca 1992       | Holandia           | Roompot-Charles (2019)                     |
| Alexander Salby                        | 4 czerwca 1998      | Dania              | ColoQuick (2021)                           |
| Kasper Viberg Søgaard                  | 12 września 2001    | Dania              | CO:PLAY-Giant (2021)                       |
| Emil Vinjebo                           | 24 marca 1994       | Dania              | Qhubeka NextHash (2021)                    |
| Søren Vosgerau                         | 16 marca 2000       | Dania              | Team Sparekassen Vendsyssel Aalborg (2021) |
|                                        |                     |                    |                                            |
| Źródło: ProCyclingStats                |                     |                    |                                            |

Przypis: Elmar Reinders, zmiana drużyny

## Ważniejsze sukcesy

### 2022
| Zwycięstwa      | Zwycięstwa                                   | Zwycięstwa | Zwycięstwa | Zwycięstwa     | Zwycięstwa |
| Data            | Wyścig                                       | Państwo    | Kategoria  | Zwycięzca      |            |
| --------------- | -------------------------------------------- | ---------- | ---------- | -------------- | ---------- |
| 6 mar           | Visit Friesland Elfsteden Race               | Holandia   | 1.2        | Elmar Reinders |            |
| 19 mar          | Olympia's Tour, 3. etap                      | Holandia   | 2.2        | Elmar Reinders |            |
| 6 kwi           | Circuit des Ardennes, 1. etap                | Francja    | 2.2        | Elmar Reinders |            |
| 9 kwietnia 2022 | Circuit des Ardennes, klasyfikacja generalna | Francja    | 2.2        | Lucas Eriksson |            |
| 16 kwi          | Arno Wallaard Memorial                       | Holandia   | 1.2        | Elmar Reinders |            |
| 29 kwi          | Tour de Bretagne Cycliste, 5. etap           | Francja    | 2.2        | Elmar Reinders |            |
| 26 cze          | Mistrzostwa Szwecji – start wspólny          | Szwecja    | CN         | Lucas Eriksson |            |
| 1 sierpnia 2022 | Kreiz Breizh Elites, klasyfikacja generalna  | Francja    | 2.2        | Lucas Eriksson |            |

### 2021
| Zwycięstwa | Zwycięstwa         | Zwycięstwa | Zwycięstwa      | Zwycięstwa     | Zwycięstwa |
| Data       | Wyścig             | Państwo    | Kategoria       | Zwycięzca      |            |
| ---------- | ------------------ | ---------- | --------------- | -------------- | ---------- |
| 1 kwi      | Easter Road Race   | Dania      | Tobias Kongstad |                |            |
| 11 kwi     | CO:Play Grand Prix | Dania      | Tobias Kongstad |                |            |
| 29 sie     | Skive-Løbet        | Dania      | 1.2             | Elmar Reinders |            |

### 2020
| Zwycięstwa | Zwycięstwa                  | Zwycięstwa | Zwycięstwa | Zwycięstwa   | Zwycięstwa |
| Data       | Wyścig                      | Państwo    | Kategoria  | Zwycięzca    |            |
| ---------- | --------------------------- | ---------- | ---------- | ------------ | ---------- |
| 19 wrz     | Tour de Luxembourg, 5. etap | Luksemburg | 2.Pro      | Andreas Kron |            |

### 2019
| Zwycięstwa | Zwycięstwa                 | Zwycięstwa      | Zwycięstwa      | Zwycięstwa                      | Zwycięstwa |
| Data       | Wyścig                     | Państwo         | Kategoria       | Zwycięzca                       |            |
| ---------- | -------------------------- | --------------- | --------------- | ------------------------------- | ---------- |
| 25 mar     | Tour de Normandie, 1. etap | Francja         | 2.2             | Nicolai Brøchner                |            |
| 27 kwi     | Grand Prix Herning         | Dania           | Andreas Stokbro |                                 |            |
| 4 maj      | Tour de Yorkshire, 3. etap | Wielka Brytania | 2.HC            | Alexander Kamp                  |            |
| 18 sie     | Fyen Rundt                 | Dania           | 1.2             | Rasmus Quaade                   |            |
| 15 wrz     | Duo Normand                | Francja         | 1.1             | Mathias Norsgaard Rasmus Quaade |            |

### 2018
| Zwycięstwa | Zwycięstwa                                         | Zwycięstwa | Zwycięstwa     | Zwycięstwa        | Zwycięstwa |
| Data       | Wyścig                                             | Państwo    | Kategoria      | Zwycięzca         |            |
| ---------- | -------------------------------------------------- | ---------- | -------------- | ----------------- | ---------- |
| 21 kwi     | Grand Prix Herning                                 | Dania      | Troels Vinther |                   |            |
| 26 maj     | Tour of Estonia, 2. etap                           | Estonia    | 2.1            | Andreas Stokbro   |            |
| 9 cze      | Mistrzostwa Danii U23 – jazda indywidualna na czas | Dania      | CN             | Mathias Norsgaard |            |

### 2017
- 1. miejsce w Kreiz Breizh Elites, Jonas Gregaard Wilsly
- 10. miejsce w PostNord Danmark Rundt, Jonas Gregaard Wilsly

### 2015
- 3. miejsce w Velothon Stockholm, Nicolai Brøchner

### 2014
- Mistrz Danii U23 w wyścigu ze startu wspólnego: Emil Bækhøj Halvorsen

### 2011
- Mistrz Danii w jeździe indywidualnej na czas: Rasmus Quaade
- Mistrz Danii U23 w jeździe indywidualnej na czas: Rasmus Quaade
- 1. miejsce na 2. etapie Coupe des Nations Ville Saguenay, Lasse Norman Hansen
- 2. miejsce w Mistrzostwach Świata w Kolarstwie Szosowym U23 w jeździe indywidualnej na czas, Rasmus Quaade

### 2010
- 1. miejsce na 1. etapie Coupe des Nations Ville Saguenay, Sebastian Lander